# Палимовский сельсовет
Палимовский сельсовет — муниципальное образование в Бузулукском районе Оренбургской области.
Административный центр — село Палимовка.

## Административное устройство
В состав сельского поселения входят 3 населённых пункта:
- село Палимовка
- село Новая Елшанка
- разъезд Елшанка

## Археология
Близ села Новая Елшанка находятся неолитические стоянки I Ново-Елшанская и II Ново-Елшанская. На стоянке II Ново-Елшанская в небольшом количестве обнаружены сосуды срубной культуры.